# Bündnis internationaler Produktionshäuser
Das Bündnis internationaler Produktionshäuser ist ein Zusammenschluss der sieben größten Produktions- und Präsentationsorte für die frei produzierenden zeitgenössischen darstellenden Künste in Deutschland und wurde 2015 als Verein gegründet. Zu dem Bündnis gehören das FFT Forum Freies Theater (Düsseldorf), das HAU Hebbel am Ufer (Berlin), HELLERAU Europäisches Zentrum der Künste (Dresden), Kampnagel (Hamburg), das Künstlerhaus Mousonturm (Frankfurt am Main), PACT Zollverein (Essen) und das tanzhaus nrw (Düsseldorf).
Ziele des Bündnisses sind die Förderung des wechselseitigen künstlerischen Austausches, die Professionalisierung des Sektors der freien Künste sowie nachhaltige Qualitätssteigerung nationaler und internationaler Koproduktion und Touring.
Das Bündnis wird auf Beschluss des Deutschen Bundestages in den Jahren 2016–2018 mit jährlich 4 Mio. Euro durch die Beauftragte der Bundesregierung für Kultur und Medien gefördert. Im November 2018 beschloss der Haushaltsausschuss des Deutschen Bundestages, die Förderung des Bündnisses mit jährlich 4 Mio. Euro bis 2021 fortzusetzen. Im Juli 2024 wurde bekannt, dass im Bundeshaushalt 2025 die Förderung durch die Beauftragte der Bundesregierung für Kultur und Medien gestrichen werden soll. Dies betraf neben dem Bündnis internationaler Produktionshäuser viele weitere Kulturinstitutionen, die in Reaktion ihren Protest öffentlich gemacht haben. Im Januar 2025 gab eine Sprecherin der Beauftragten der Bundesregierung für Kultur und Medien bekannt, dass die Förderung vorerst in Höhe von 1,8 Mio. Euro anstelle der 5 Mio. Euro in den Vorjahren fortgesetzt werden soll.